# Siparuna pachyantha
Siparuna pachyantha är en tvåhjärtbladig växtart som beskrevs av A. C. Smith. Siparuna pachyantha ingår i släktet Siparuna och familjen Siparunaceae. Inga underarter finns listade i Catalogue of Life.